# أويموت
أويموت هي بلدة في مقاطعة جيراقجي في ولاية قشقداريا في أوزبكستان.